# John Quincy Adams
John Quincy Adams (Braintree, 11 luglio 1767 – Washington, 23 febbraio 1848) è stato un politico statunitense, 6º Presidente degli Stati Uniti d'America dal 1825 al 1829, e figlio di John Adams, secondo Presidente degli Stati Uniti d'America.
Fu un grande oppositore della massoneria e della schiavitù.

## Biografia

### Origini familiari
John Quincy Adams nacque l'11 luglio 1767 a Braintree, nel Massachusetts, da John Adams, allora avvocato trentunenne, e da Abigail Adams, figlia di William Smith, ministro della Chiesa Congregazionalista, e di Elizabeth Quincy, figlia a sua volta del colonnello John Quincy, in memoria del quale il neonato prese il nome.
Era il secondo di cinque figli: Abigail Amelia Adams Smith (1765-1813), John Quincy Adams, Susanna Adams (1768-1770), Charles Adams (1770-1800) e Thomas Boylston Adams (1772-1832).

### Gli esordi
Nel 1779 il padre, campione dell'indipendenza americana nei confronti della madrepatria inglese, fu inviato dal Congresso continentale come plenipotenziario a Parigi, per meglio definire l'alleanza tra le colonie ribelli e la corte francese, portando con sé il giovane figlio, che aveva appena 12 anni. Poco tempo dopo, quattordicenne, John Quincy Adams accompagnò il diplomatico statunitense Francis Dana a San Pietroburgo, capitale della Russia, in una missione che aveva lo scopo di ottenere il riconoscimento del nuovo stato dell'America del Nord da parte della zarina Caterina II. In seguito, Adams ebbe occasione di studiare all'università della Sorbona a Parigi, per poi completare la sua istruzione nei Paesi Bassi, dove John Adams era stato inviato come plenipotenziario, frequentando l'Università di Leida. Durante questo periodo oltremare imparò bene le lingue francese e olandese e trascorse diversi periodi di soggiorno in Finlandia, Svezia, Danimarca e Germania.
Al ritorno negli Stati Uniti, il giovane Adams completò gli studi all'Università Harvard, dove studiò soprattutto l'arte e la scienza politica; qui, inoltre, insegnò retorica tra il 1806 e il 1809. Era di religione puritana.

#### La carriera politica
Ben presto il giovane Adams si appassionò di politica: nel 1794 fu nominato ambasciatore nei Paesi Bassi, all'Aia, per poi essere trasferito a Berlino nel 1797, dove due anni dopo revisionò il trattato di commercio tra Stati Uniti e Regno di Prussia. Rimase in Germania fino al 1801, e al ritorno in patria fu eletto al Senato tra le file dei federalisti, il partito politico facente capo al padre e che si sarebbe dissolto dopo la presidenza di quest'ultimo. Nel 1808, infatti, il giovane Adams aderì al Partito Democratico-Repubblicano, fondato da Thomas Jefferson, grande avversario politico del padre, i cui valori fondanti erano il nazionalismo e l'agrarianismo in campo politico interno e l'isolazionismo in politica estera.
Accreditato dal presidente James Madison come ambasciatore statunitense in Russia nel 1809, John Quincy Adams ebbe un incarico delicato, perché allora il Paese, l'unico a non aver aderito al blocco continentale imposto da Napoleone all'Europa per distruggere l'economia britannica, era il solo con il quale gli Stati Uniti potevano commerciare. Presente durante la terribile campagna di Russia di Napoleone nel 1812, Adams partecipò inoltre ai negoziati di pace con il Regno Unito che portarono alla ratifica del trattato di Gand del 23 dicembre 1814, accordo che pose fine alla guerra del 1812 tra inglesi e statunitensi. L'anno dopo fu ambasciatore a Londra e a Parigi, esercitando questo ufficio per un anno, finché venne richiamato in patria.
Infatti nel 1817 fu nominato Segretario di Stato dalla presidenza di James Monroe. In questa veste, il 22 febbraio 1819 negoziò con la Spagna il trattato Adams-Onís, che prevedeva la cessione della Florida dalla Spagna agli Stati Uniti, in cambio della rinuncia di questi ultimi a qualsiasi rivendicazione sul Texas. Il trattato segnò la fine dell'influenza spagnola sul continente nordamericano. Ebbe inoltre una parte rilevante nella stesura del testo della cosiddetta Dottrina Monroe, annunciata dal presidente al Congresso il 2 dicembre 1823, in cui gli Stati Uniti annunciavano il divieto per le potenze europee di intervenire militarmente sul continente americano e al contempo il disinteresse per le vicende interne degli Stati del Vecchio continente. Questa enunciazione avrebbe rappresentato per quasi un secolo il pilastro della politica estera americana.

#### La presidenza

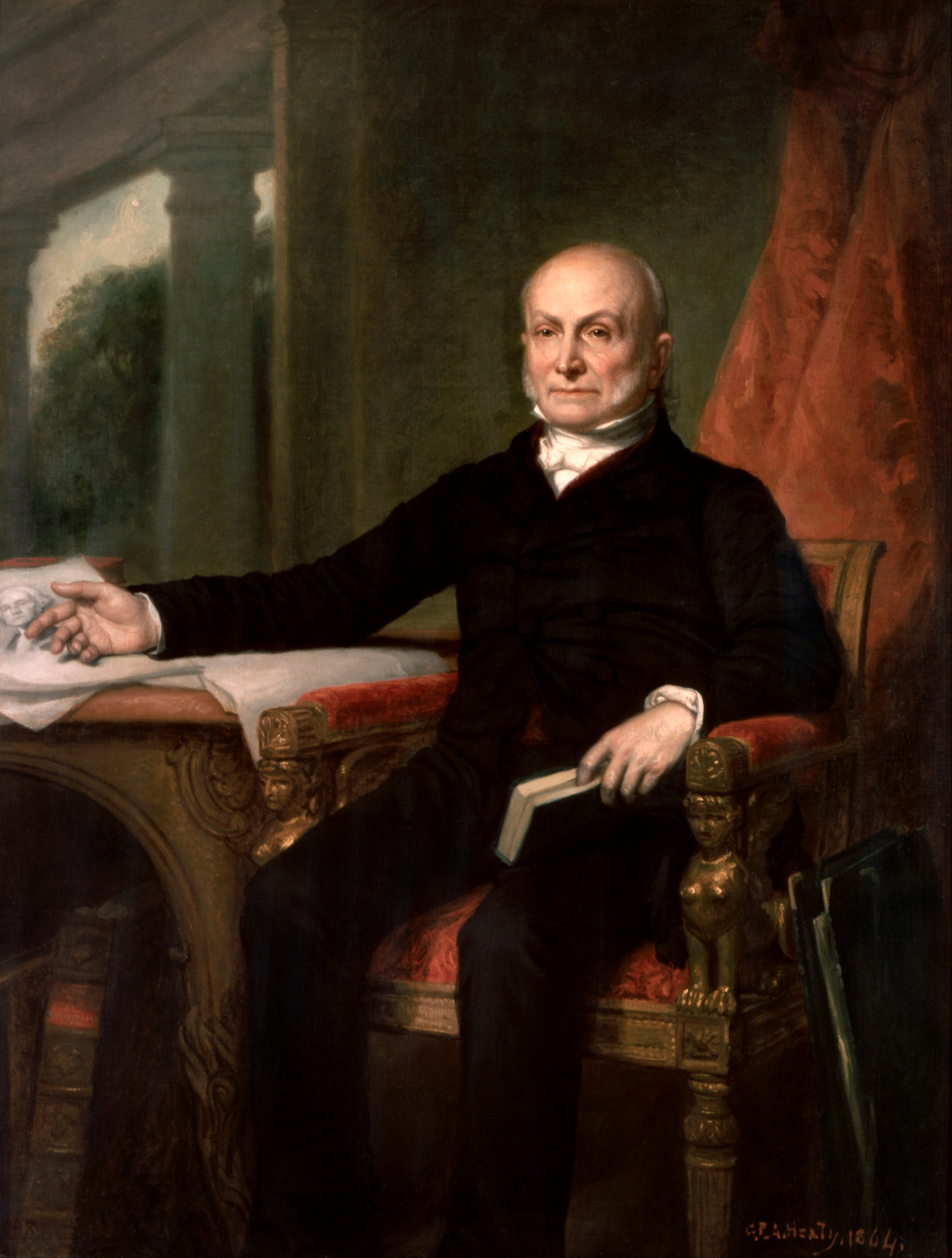
Ritratto di John Quincy Adams

Nel novembre del 1824 John Quincy Adams si candidò alle elezioni presidenziali avendo come principale sfidante Andrew Jackson, oltre a William H. Crawford e Henry Clay; erano tutti esponenti del Partito Democratico-repubblicano. Poiché però nessuno dei candidati ottenne la maggioranza assoluta dei grandi elettori, come previsto dal XII emendamento, fu la Camera dei Rappresentanti a dover scegliere il nuovo capo dello Stato. Henry Clay, eliminato in quanto quarto classificato, diede il suo appoggio ad Adams, con cui era d’accordo su molte questioni, e i sostenitori di Clay e Adams riuscirono a far votare la maggioranza degli Stati per quest’ultimo, eleggendolo così presidente. In cambio, Clay divenne Segretario di Stato.
Insediatosi il 4 marzo 1825, Adams iniziò il suo mandato continuando l'applicazione della Dottrina Monroe, (contro la quale incontrò tuttavia una forte opposizione interna) e attuando il "sistema americano" ideato da Henry Clay, teso a dare all'economia statunitense un'organica autosufficienza.
In politica estera, infatti, il presidente americano fece trasferire a ovest le tribù dei nativi americani, rafforzò la presenza statunitense in America Latina, ottenendo l'ammissione delle proprie navi nei porti delle Indie occidentali e negoziò con la Russia un confine favorevole sulla costa nord occidentale.
In ambito interno, John Quincy Adams riuscì a far approvare nel 1828 il Tariff Act, che innalzava i dazi doganali per proteggere la nascente industria americana dalla concorrenza straniera, estendendole anche ai prodotti agricoli del Sud, come la canapa e il cotone. Questa norma, se da una parte danneggiò l'aristocrazia agraria sudista e la massa di piccoli agricoltori del West, dall'altra privilegiò l'Est del Paese, a tendenza imprenditoriale e finanziaria, favorendo il potenziamento dell'industria. Le resistenze dello Stato della Carolina del Sud a questo progetto economico però furono talmente forti che lo stesso vicepresidente di Quincy Adams, John Calhoun, si pose a capo delle rimostranze, elaborando la teoria della "nullificazione": qualora il governo federale avesse leso i diritti dei singoli Stati, lo Stato interessato avrebbe potuto nullificare, ossia non adottare i provvedimenti federali.
Le fratture delle diverse correnti presenti all'interno del Partito Democratico-Repubblicano portarono alla dissolvenza dello stesso partito, scindendosi in due: il Partito Democratico, guidato dal vecchio rivale del presidente Andrew Jackson, e i Repubblicani Nazionali, coagulatisi intorno al presidente e a Clay, che poi sarebbe divenuto il Partito Whig, a sua volta sviluppatosi nel 1854 nel moderno Partito Repubblicano.
Il frazionamento della sua formazione politica portò all'indebolimento della stessa posizione di John Quincy Adams, il quale, ripresentatosi alle elezioni presidenziali come candidato dei Repubblicani Nazionali, venne sconfitto da Jackson, che ricevette l'appoggio dei piccoli agricoltori del West e degli agrari del Sud, divenendo nel 1829 il nuovo presidente degli Stati Uniti.

#### Ultimi anni

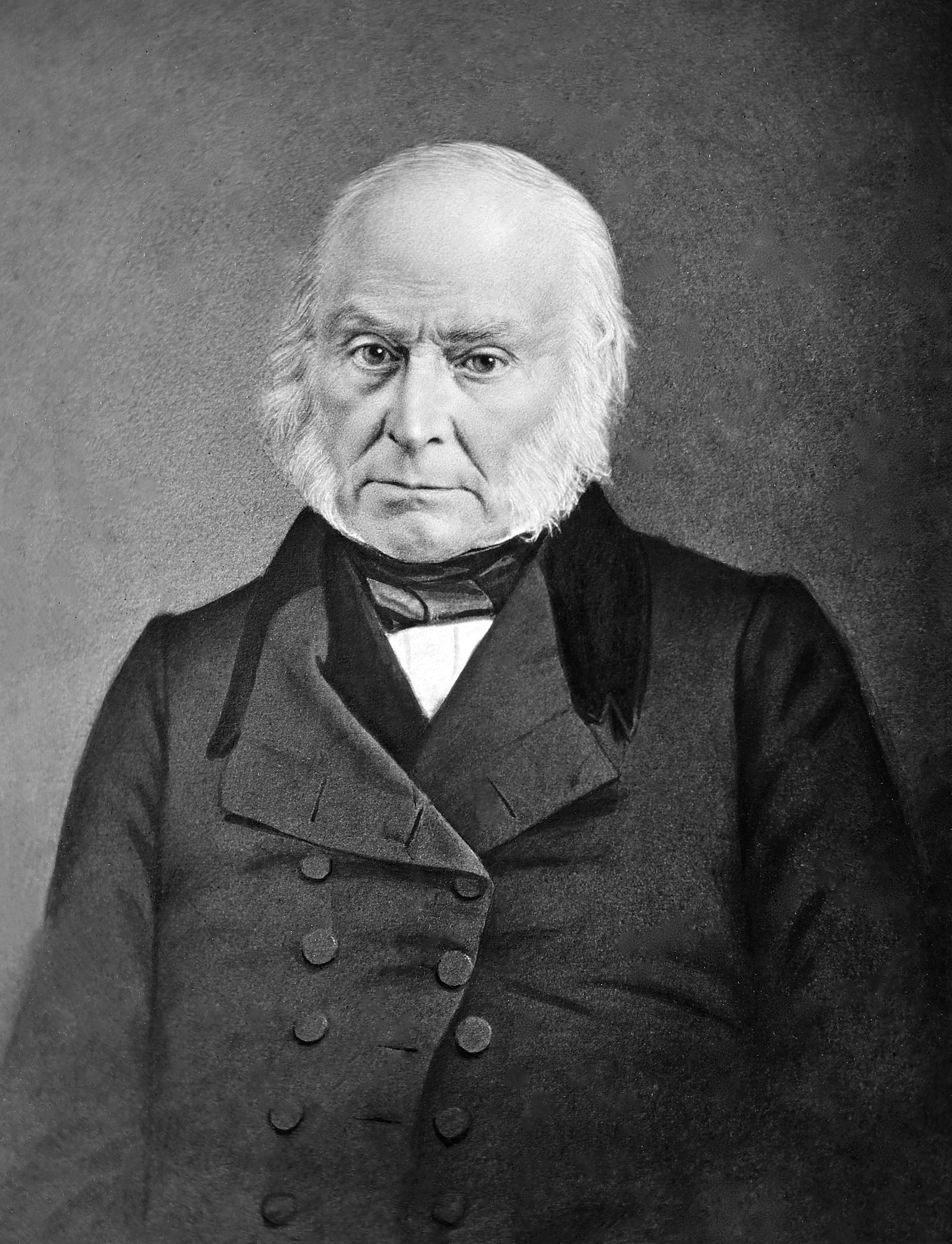
John Quincy Adams in un dagherrotipo scattato durante i suoi ultimi anni di vita

Dopo la sconfitta alle elezioni Adams decise di ritirarsi nella fattoria di famiglia a Braintree, ma dal 1831 tornò alla politica, venendo eletto deputato del Massachusetts al Congresso, carica che gli fu confermata per diciassette anni, fino alla morte. La sua attività parlamentare fu alacre e importante: presidente del Committee on Manifactures, redasse in gran parte il fortemente protezionistico Tariff Act del 14 luglio 1832 (ritenuto una fra le varie cause che condussero alla successiva Guerra di secessione del 1861-1865); tentò vanamente di far abolire la schiavitù; contribuì alla nascita dello Smithsonian Institute; infine nel 1839 prese parte attiva al caso dell'Amistad, difendendo gli schiavi ribelli davanti alla Corte Suprema degli Stati Uniti, ottenendo il loro proscioglimento.
Fu uno degli oppositori della Massoneria. Morì per un ictus improvviso il 23 febbraio 1848 a Washington, mentre votava alla Camera dei Rappresentanti durante una seduta. Venne sepolto presso la United First Parish Church di Quincy, nel Massachusetts, accanto alla madre e al padre.

## Vita privata
John Quincy Adams si sposò il 26 luglio 1797 a Londra con Louisa Adams, figlia di un mercante americano, durante la sua attività diplomatica, e ebbe quattro figli: George Washington Adams (1801-1829), John Adams II (1803-1834), Charles Francis Adams (1807-1886) e Louisa Catherine Adams (1811-1813). La moglie era di lingue e cultura europee, cosa che fu molto utile al marito per le sue missioni diplomatiche, ma soffriva anche di svenimenti e depressione, dovuti in parte anche al fatto di essere trascurata da Adams. Louisa sopravvisse al marito per quattro anni, morendo il 15 maggio 1852, a 77 anni.

## Nella cultura di massa
- Fu soprannominato "Il Vecchio eloquente".[3]

- Durante le riprese del film Amistad Anthony Hopkins, in preparazione del suo ruolo di Adams, "sconvolse l'intera équipe imparando a memoria tutte le sette pagine dell'arringa svolta nella corte".[4]